# Au-delà du ring
Pour plus de détails, voir Fiche technique et Distribution.
Au-delà du ring (Beyond the Mat) est un film documentaire américain réalisé, écrit, produit et narré par Barry W. Blaustein (en) et sorti en 1999. Le film se concentre sur la vie de catcheurs professionnels en dehors du ring, principalement Mick Foley, Terry Funk et Jake Roberts, ainsi que des aspirants professionnels. Il présente la World Wrestling Federation (WWF), l'Extreme Championship Wrestling (ECW) pendant son ascension et plusieurs autres catcheurs et fédérations indépendants. Le film est originellement sorti au cinéma, puis en cassette et en DVD.

## Synopsis
Le film commence avec le réalisateur Barry Blaustein (en) exposant son amour du catch professionnel et des extraits d'interviews d'employés de la World Wrestling Federation et de l'Extreme Championship Wrestling. Il décide alors de voyager dans tous les États-Unis pendant trois ans, essayant de comprendre à quoi pense une personne qui choisit volontairement de devenir catcheur professionnel. Blaustein interview un grand nombre de personnalités du catch et réussit à englober leurs motivations.
Blaustein se focalise sur trois catcheurs célèbres, un au pic de sa carrière (Mick Foley, alias Mankind), un pensant à prendre sa retraite (Terry Funk) et un autre au creux de la vague (Jake « The Snake » Roberts). Il commence par Funk qui, à 53 ans, a besoin de chirurgie des genoux et semble incapable d'arrêter, malgré l'impact grandissant du catch sur son corps,. Blaustein le suit dans son travail à la fédération de catch hardcore : l'Extreme Championship Wrestling, lors de leur premier pay-per-view ECW Barely Legal. Funk décide par la suite de prendre sa retraite, marquant l'événement en organisant son dernier show avant sa retraite. Il est vu avec plusieurs de ces amis dont Dennis Stamp (en) qui refuse puis accepte d'être arbitre pour le dernier match sous prétexte qu'il n'a plus catché depuis des années, mais qu'il reste en forme juste au cas où on l'appellerait. On peut aussi voir sa méthode d'entraînement originale qui consiste à aller dans son jardin et à sauter sur son trampoline en tenant des haltères.
Le rival récurrent de Terry Funk, Mick Foley, est le prochain sujet du documentaire. Il est connu pour faire des chutes (des bumps) de plus en plus risquées et pour se prendre des coups dans la tête, jusqu'à parler de façon de incohérente à la suite d'une chute (celle du match Hell in a Cell du 28 juin 1998 lors de King of the Ring entre l'Undertaker et Mankind) après laquelle il était briévement inconscient. Des extraits de Foley avec sa femme et ses enfants sont entrecoupés de d'extraits où le catcheur risque sa santé dans ce sport. Plus tard, dans le climax du film, sa femme et ses enfants regardent en horreur au bord du ring le « I Quit » match lors du Royal Rumble de 1999 pendant lequel il encaisse de multiples coups de chaise pliable sur la tête, sans protection, de la part de Dwayne « The Rock » Johnson.
Enfin, le documentaire se focalise sur Jake Roberts, un catcheur dont la carrière a connu son zénith dans les années 1980. Dans le documentaire, il est dépendant au crack et est renié par sa fille. Alors qu'il était un des catcheurs les plus célèbres des États-Unis et qu'il catchait devant des dizaines de milliers de personnes, il catche, à ce moment-là, lors d'événements dans de petites villes. Il est ensuite vu en train d'essayer de se raccommoder avec sa fille et est interviewé après avoir fumé du crack (acte qui n'est pas montré à l'écran) dans une chambre d'hôtel, parlant notamment de ses relations extra-conjugales.
Les carrières de ces trois réussites sont comparées avec celles d'autres catcheurs qui n'ont pas atteint le même statut. Le documentaire suit deux amateurs, Tony Jones (en) et Michael Modest (en), qui ont droit à un match d'essai à la WWF et Darren Drozdov, un ancien joueur de football américain de la NFL lors d'un entretien avec Vince McMahon, pendant lequel ce dernier est particulièrement intéressé par la capacité qu'a Drozdov de vomir à la demande et qui définira sa gimmick sous le nom de Puke. Il montrera même son talent devant le PDG. Drozdow devient catcheur à la WWF sous le nom de Droz, mais la fin du film révèle qu'il est paralysé à la suite d'une prise ratée quelques mois plus tard.

## Fiche technique
- Titre : Au-delà du ring
- Réalisateur : Barry W. Blaustein (en)
- Producteur exécutif : Barry W. Blaustein, Barry Bloom, Brian Grazer, Ron Howard, Michael Rosenberg (en)
- Scénariste : Barry W. Blaustein
- Directeur de la photographie : Michael Grady
- Compositeur : Nathan Barr
- Monteur : Jeff Werner
- Distribué en France par Universal Pictures Home Entertainment
- Distribué aux USA par Lions Gate Films Inc
- Genre : Documentaire
- Durée : 102 minutes
- Date de sortie : 22 octobre 1999 (États-Unis)

## Distribution
- Barry W. Blaustein (en) : lui-même/narrateur
- Mick Foley : lui-même
- Terry Funk : lui-même
- Jake Roberts : lui-même
- Tony Jones (en) : lui-même
- Michael Modest (en) : lui-même
- Vince McMahon : lui-même
- The Rock : lui-même

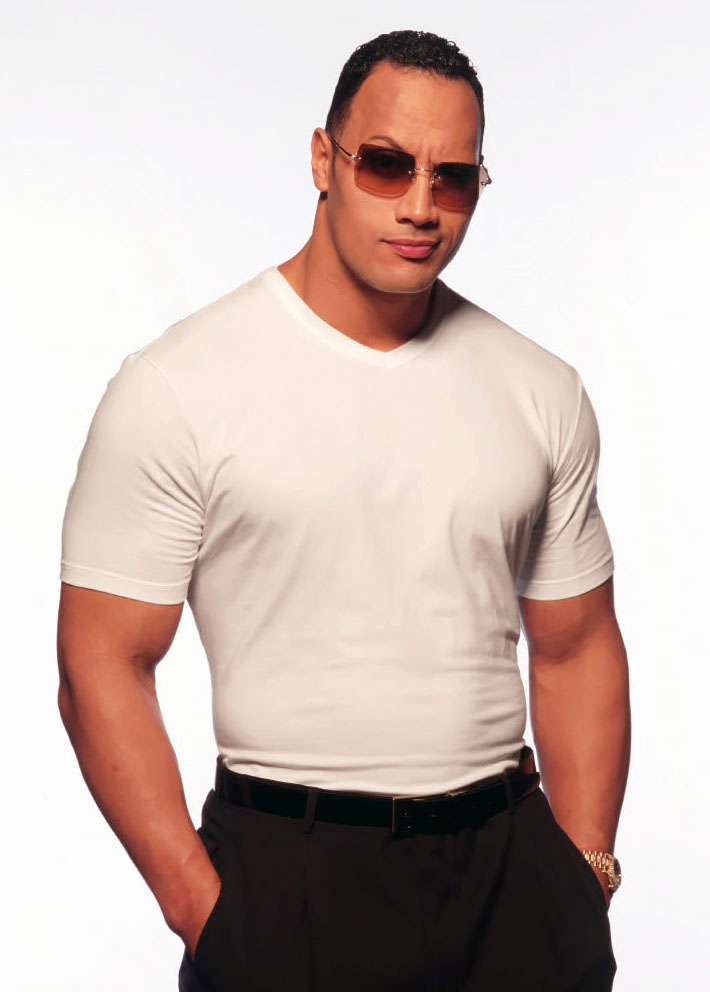
Au-delà du ring marque la première apparition cinématographique de The Rock.

- Jerome Young : lui-même/New Jack
- Darren Drozdov : Droz
- Dennis Stamp (en) : lui-même
- Matt Hyson : lui-même/Spike Dudley
- James Ware : lui-même/Coco B. Ware
- Stone Cold Steve Austin : lui-même (non-crédité)

## Production et sortie
Blaustein décide de filmer un documentaires sur le catch professionnel après s'être déclaré publiquement fan. Son budget original était de $500,000 fourni par l'entreprise Imagine. Il a tourné ce film sur une période de trois à cinq ans,.
La World Championship Wrestling a refusé de participer au film. Blaustein a contacté la World Wrestling Federation (WWF) pour inclure l'entreprise dans le film dès 1997. Le directeur Vince McMahon a originellement donné un accès complet aux coulisses, mais a, plus tard, essayé se retirer du contrat,.
Jake Roberts a déclaré qu'on lui avait dit que le film serait produit pour aider les enfants, mais il n'y a aucune preuve de cela. Blaustein a affirmé le contraire. En réponse aux propos de Jack, Blaustein a statué : « Je ne sais pas pourquoi. Jack est en train de se faire de la publicité, peut-être. Je ne sais pas. Il a un problème avec la réalité. Je lui souhaite mes meilleurs vœux »,.
Au-delà du ring est sorti au cinéma aux États-Unis en mars 2000. Il est ensuite sorti en DVD avec du contenu exclusif incluant une plus de métrage et d'autres interviews. Une version non censurée appelée « Special Ringside Edition » a été éditée en DVD en mars 2004. Cette version inclut une nouvelle introduction et des interviews avec Mick Foley et Jesse Ventura.

## Réponses

### Critiques
Au-delà du ring a un score de 82% sur l’agrégateur de vote Rotten Tomatoes. Le consensus rapporte que « Même si vous n'êtes pas fan, Au-delà du ring propose un perception poignante de l'univers du catch professionnel en se focalisant sur les personnes derrière leurs apparences »,.
Lisa Schwarzbaum de Entertainment Weekly donne la note de « B- » à ce film, déclarant qu'« Au-delà du ring dépend et est entièrement modelé autour des bons moment que le réalisateur parvient à capturer, plutôt que celles filmées pour répondre à des questions difficiles auxquelles un journaliste voudrait trouver des réponses »,. Paul Tatara de CNN a écrit que « Blaustein semble penser qu'il humanise ces gars en montrant à quel point ils sont « normaux » en dehors du ring, mais il rend inconsciemment leurs penchants pour l'automutilation d'autant plus inexplicables. Il y a quelques moments qui font rire dans le film mais l'effet général est plus déprimant qu'humoristique »,.
Le film a été nommé Meilleur Documentaire au festival du film Cinequest, et a aussi été nommé par la Director's Guild Association pour le meilleur documentaire et le meilleur réalisateur. Le livre The 100 Best Movies You've Never Seen de Richard Crouse inclut le documentaire dans sa liste, écrivant qu'il « fonctionne à un niveau quasi-shakespearien »,.

### Industrie du catch
Après avoir vu le film, Vince McMahon a retiré toute publicité s'y relatant de son réseau de diffusion, ce qui a amené Lions Gate Films à engager des poursuites envers la WWF. Le porte-parole de la WWF a, quant à lui assuré que les publicités ont été retirées du fait d'une clause contre la publicité faîte aux autre fédérations de catch. Blaustein a aussi déclaré que McMahon a interdit à ses catcheurs, incluant Mick Foley, de parler publiquement du film. Cependant, Foley fait la promotion du film au Larry King Live avec Blaustein. Il en résultat le sous-titrage du titre du film : « Le film que Vince McMahon ne veut pas que vous voyez ! »,.
Roddy Piper a également participé au Larry King Live pour parler du business du catch professionnel. Il a dit du film que c'est « le meilleur documentaire sur le catch professionnel jamais fait »,. De même, Hulk Hogan a exprimé son intérêt à apparaître dans le prochain documentaire sur le catch de Blaustein, s'il en réalise un jour.
En juin 2011, Blaustein a été longuement interviewé à propos du documentaire pour Review a Wai with John Pollock pendant laquelle il parle des problèmes du montage du film avec l'autorisation de Vince McMahon. Blaustein a aussi révélé qu'après la première projection, c'était Linda McMahon qui était plus énervée que Vince du fait de la description de l'entreprise et du manque d'insistance sur le « fun » du catch professionnel.

### Après le film
Après le film, les modes de vie des trois têtes d'affiche n'ont pas radicalement changés. Mick Foley a ralenti sa carrière en 2000, du fait de problèmes de santé relatifs à son style de catch hardcore et de la naissance de deux de ses enfants avec sa femme Colette (également présente dans le film). Il a cependant catché sporadiquement par la suite jusqu'à ce que les médecins ne puissent plus l'autoriser à catcher en 2012, mettant fin à une feud potentielle avec Dean Ambrose à la NXT, qui devait amener Ambrose dans le roster principal de la WWE. Ambrose commencera dans cette dernière comme membre du Shield une année plus tard. Foley a été introduit dans le WWE Hall of Fame le 6 avril 2013 et participe à une tournée de stand-up. Il est aussi un écrivain à succès de la liste du New York Times.
Lors de l'épilogue du film, il est précisé que la retraite de Terry Funk n'a duré que trois mois. Il a participé par la suite à plusieurs matchs de retraite, le plus récent étant le 22 septembre 2017, à l'âge de 73 ans. Il est introduit au WWE Hall of Fame avec son frère Dory Funk, Jr., le 4 avril 2009. Il fait une apparition à la WWE pour donner sa tronçonneuse à Dean Ambrose avant son match contre Brock Lesnar le 21 mars 2016.
Les addictions de Jake Roberts se sont intensifiées après la sortie du film. En 2004, Roberts est accusé d'« avoir causé des souffrances inutiles » après qu'il a laissé son serpent « Damien » mourir de faim dans le garage de sa maison de London Colney au Royaume-Uni. En 2007, la WWE met en place un programme qui prévoit de couvrir toutes les dépenses de tous les catcheurs de la WWWF/WWF/WWE qui ont besoin d'une cure de désintoxication. D'après différentes sources journalistiques spécialisées dans le catch et sa propre page MySpace, Roberts a été placé dans un programme de désintoxication de son plein gré par la WWE le 10 décembre 2007,. En mai 2008, Jim Ross rapporte que « Jake Roberts va bien depuis quelques semaines, après sa cure »,. Roberts continue, par la suite, à lutter sur le circuit indépendant. En 2012, il emménage chez un autre catcheur, Dallas Page, pour l'aider à reprendre sa vie en main. Il est rejoint dans son effort par Scott Hall qui déménage dans la même maison , surnommée « accountability crib », en 2013,. Ce travail est documenté par le film The Resurrection of Jake the Snake.
Au salon Wrestlecon, en 2013, Roberts annonce son désir de retourner à la WWE en tant que participant au Royal Rumble de 2014, ce qui n'arriva pas. Cependant, le 6 janvier 2014, Roberts retourne à la WWE télévisée pour la première fois en presque neuf ans en tant que représentant de Raw Old School, à la fin du match entre CM Punk et Roman Reigns, en emmenant un nouveau serpent avec lui (un python birman albinos). Il aide The New Age Outlaws et Punk à battre The Shield. Jake se porte bien et profite de sa sobriété retrouvée. En 2014, on lui diagnostique cependant un cancer de la peau, pour lequel il a été complètement traité. Il entre au WWE Hall of Fame en 2014.
Certaines phrases de Dennis Stamp (en) sont devenues des mèmes,.